# Quercus shennongii
Quercus shennongii — вид рослин з родини букових (Fagaceae), ендемік Китаю.

## Середовище проживання
Ендемік південно-східного Китаю.
Інформації про середовище існування виду небагато, але, як і інші дуби в регіоні, ймовірно, трапляється в субтропічних або помірних гірських лісах.